# Oligodon perkinsi
Espèce
Synonymes
- Holarchus perkinsi Taylor, 1925

Statut de conservation UICN

 NT  : Quasi menacé
Oligodon perkinsi est une espèce de serpent de la famille des Colubridae.

## Répartition
Cette espèce est endémique des Philippines. Elle se rencontre sur l'île de Culion qui fait partie des îles Calamian.

## Étymologie
Son nom d'espèce, perkinsi, lui a été donné en l'honneur de Granville A. Perkins qui a collecté le spécimen étudié.

## Publication originale
- Taylor, 1925 : Additions to the herpetological fauna of the Philippines, IV. The Philippine Journal of Science, vol. 26, p. 97-111.